# Faverelles
Faverelles település Franciaországban, Loiret megyében. Lakosainak száma 175 fő (2022. január 1.). Faverelles Batilly-en-Puisaye, Lavau, Thou, Annay és Arquian községekkel határos.

## Népesség
A település népességének változása:
| Lakosok száma | 201  | 182  | 172  | 167  | 152  | 152  | 154  | 157  | 156  | 175  |
|               | 1968 | 1982 | 1990 | 2006 | 2013 | 2015 | 2017 | 2019 | 2020 | 2022 |